# تاداشي مايدا
تاداشي مايدا (بالكانا:まえだ ただし) هو سياسي ياباني، ولد في 7 ديسمبر 1946 في اليابان، وتوفي في 28 أكتوبر 2013. حزبياً، نشط في الحزب الليبرالي الديمقراطي الياباني وحزب الآفاق الجديدة. انتخب عضواً في مجلس النواب الياباني.